# レイモンド・ダート
レイモンド・アーサー・ダート（Raymond Arthur Dart、1893年2月4日 - 1988年11月22日）は、オーストラリア出身の人類学者。1924年、世界で初めてアウストラロピテクス（アウストラロピテクス・アフリカヌス）の化石を発見したことで知られている。

## 経歴

### 南アフリカへの赴任
1893年、オーストラリアのクイーンズランド州ブリスベンで、畜産農家の9人兄弟の5番目として生まれた。クイーンズランド大学で奨学金を得て医学を学んだ。卒業後はシドニーで研修医を勤めた後イギリスに渡り、第一次世界大戦では従軍医師としてイギリス軍の部隊に参加した。戦後、マンチェスター大学で助手の職を得る。 1922年に南アフリカのヨハネスブルグへと渡り、ウィットウォータズランド大学で教職を得る。

### アウストラロピテクス・アフリカヌスの発見
解剖学の授業で、女子学生がヒヒの頭骨を持参したのに興味を持ち、このヒヒの骨が出土したというスタークフォンテインの洞窟で石灰石を切り出していた会社に化石が出土した場合は連絡するように伝えた。
1924年11月、この洞窟のタウング堆積層から類人猿によく似た頭骨の化石を岩の中に認め、ダートはすぐに発掘を始めた。1カ月かけて丁寧に岩から取り出された頭骨は、6歳くらいかと推定される幼獣のもので、頭頂骨や後頭骨は失われていたが、顔面部はよく保存され、石灰岩が入り込んで脳の形が残されていた。ダートは、一見して類人猿を思わせるが、脳が大きく眼窩上隆起も弱いこの頭骨がヒトと類人猿の中間にあたる化石と判断、すぐさま論文を執筆して、翌1925年に『ネイチャー』誌に投稿した。発表直後ダートの論文は賞賛されたりもしたが、イギリス本国の科学者たちは否定的であった。ダートの化石の複製品がイギリスで開催されていた博覧会に展示された。しかし、これを見た当時の古生物学の権威らは類人猿の化石と判断し、ダートの説を否定した。一般人からもサルとヒトを結び付けるのはキリスト教の教えに反するとして多くの非難が寄せられたといわれる。唯一、スコットランド出身で南アフリカに移住したばかりの医師であるロバート・ブルームだけは肯定的であった。
1931年にダートはロンドンに出向き、アウストラロピテクスの正当性を主張した。しかし、北京原人の発見によりダートの発見は話題にされることもなくなってしまった。その後、ダートは化石発掘を諦め、解剖学の研究に集中。1925年から1943年まで解剖学部の学部長を務めた。
1930年代後半から1940年代前半に、南アフリカに渡ったブルームの手によりアウストラロピテクスの化石が次々と発見された。特に1947年にブルームらにより完全な頭骨が発見される。これによりダートの発見した頭骨の化石もアウストラロピテクス・アフリカヌスであると判断されるようになり、ダートの名誉は回復した。

### 第二次世界大戦後の活動
1940年代後半からダートは再び化石発掘を行うようになり、幾つかの人類化石を発掘した。ダートが発見した猿人は、頑強に火を使ったと信じ、化石にアウストラロピテクス・プロメテウスと名付けられた（後年、アフリカヌスに属する化石であるとされた）。